# SG 05 Pirmasens
SG 05 Pirmasens is een Duitse voetbalclub uit Pirmasens, Rijnland-Palts.

## Geschiedenis
De club werd in 1905 opgericht door leden van FK Pirmasens, die niet tevreden waren bij hun club. Op 19 februari 1919 sloot de club zich terug aan bij FK, maar splitste nog datzelfde jaar zich terug af als SK 1905 Pirmasens. Na de Eerste Wereldoorlog speelde de club voor het eerst in de hoogste klasse, van de nieuwe Saarcompetitie. Na één seizoen werd de club echter overgeheveld naar de Paltscompetitie, die na één seizoen opging in de Rijncompetitie. De competitie bestond aanvankelijk uit vier reeksen en werd over twee seizoenen teruggebracht naar één reeks. SK 05 werd vijfde en overleefde de eerste schifting niet. Hierna slaagde de club er niet meer in te promoveren.
In de jaren veertig fuseerde de club met FC Pfalz Pirmasens tot het huidige SG 05. In 1951 was de club een van de originele clubs in de nieuwe II. Division, de tweede klasse onder de Oberliga Südwest en eindigde in het eerste seizoen vierde, hun beste plaats. De club speelde er tot 1956. In 1963 degradeerde de club uit de Amateurliga en in 1968 uit de 2. Amateurliga.
Midden jaren zeventig ging het weer beter met de club en in 1977 promoveerde SG 05 naar de Amateurliga, maar kwalificeerde zich het jaar erop niet voor de nieuw ingevoerde Oberliga. In 1980 plaatste de club zich voor de DFB-Pokal en kreeg een 0:8 draai om de oren van TSV 1860 München. Na degradatie uit de Verbandsliga in 1982 verdween de club in de anonimiteit van de laagste reeksen.